# Bolojîniv, Busk
Bolojîniv (în ucraineană Боложинів) este satul de reședință a comunei Bolojîniv din raionul Busk, regiunea Liov, Ucraina.

## Demografie
Componența lingvistică a localității Bolojîniv
     Ucraineană (99,79%)
     Alte limbi (0,21%)
Conform recensământului din 2001, majoritatea populației localității Bolojîniv era vorbitoare de ucraineană (99,79%), existând în minoritate și vorbitori de alte limbi.